# Хуан Ландайда
Хуан Ландайда (ісп. Juan Landaida, нар. 15 вересня 1983, Коррієнтес) — аргентинський футболіст, що грав на позиції захисника. По завершенні ігрової кар'єри — тренер.

## Ігрова кар'єра
Розпочав грати у футбол в Парагваї за «Насьйональ». З 1996 року грав на батьківщині за «Уракан Коррієнтес».
З 2002 року виступав за уругвайську команду «Ліверпуль» (Монтевідео), в якій провів два сезони, взявши участь у 41 матчі чемпіонату.
У серпні 2004 року перейшов у клуб італійської Серії B «Венеція». За команду зіграв 32 матчі чемпіонату і забив 2 голи, але після банкрутства Венеції 2005 року, він повернувся в «Ліверпуль» (Монтевідео).
У січні 2006 року підписав контракт з іншим клубом Серії В «Трієстиною», який очолював співвітчизник Хуана Орасіо Ерпен, і зіграв до кінця сезону 12 матчів чемпіонату. Влітку після уходу Ерпена Ландайда перейшов у клуб «Самбенедеттезе» з Серії С1, де і провів наступний сезон.
Влітку 2007 року аргентинець перейшов до клубу «Беневенто», що виступав у Серії С2, і в першому ж сезоні допоміг своїй команді виграти дивізіон та вийти в Серії С1, де тривалий час був основним гравцем захисту команди. Завершив професійну кар'єру футболіста виступами за команду «Беневенто» у 2013 році.

## Кар'єра тренера
Розпочав тренерську кар'єру невдовзі по завершенні кар'єри гравця, 20 квітня 2015 року, очоливши разом з Даніеле Сінеллі тренерський штаб клубу «Беневенто». Тренерський тандем зайняв у сезоні 2014/15 друге місце у своїй групі, але у плей-оф за право виходу в Серію В клуб програв «Комо», після чого тренери покинули клуб. Наразі досвід тренерської роботи обмежується цим клубом.